# Palau poliesportiu de Paris-Bercy
El Palau Poliesportiu de París-Bercy (en francès Palais Omnisports de Paris-Bercy o POPB), també conegut com a Bercy Arena, i actualment com a Accor Arena per motius de patrocini, és un estadi cobert esportiu i una sala de concerts al barri de Bercy, al Boulevard de Bercy, al 12è districte de París, França. L'estació de metro més propera és Bercy, que també dóna servei al Ministeri d'Hisenda.
Dissenyat pel despatx d'arquitectes Andrault-Parat, Jean Prouvé i Aydin Guvan, les parets inclinades de l'arena piramidal estan cobertes amb gespa. Té una capacitat de 7.000 a 20.300 persones, segons l'esdeveniment. Va passar a anomenar-se Bercy Arena després de les renovacions l'1 de gener de 2015, AccorHotels Arena l'octubre de 2015, i el seu nom actual el juny de 2020. Des de 1985, acull anualment el Festival d'arts marcials.

## Esdeveniments

### Esports

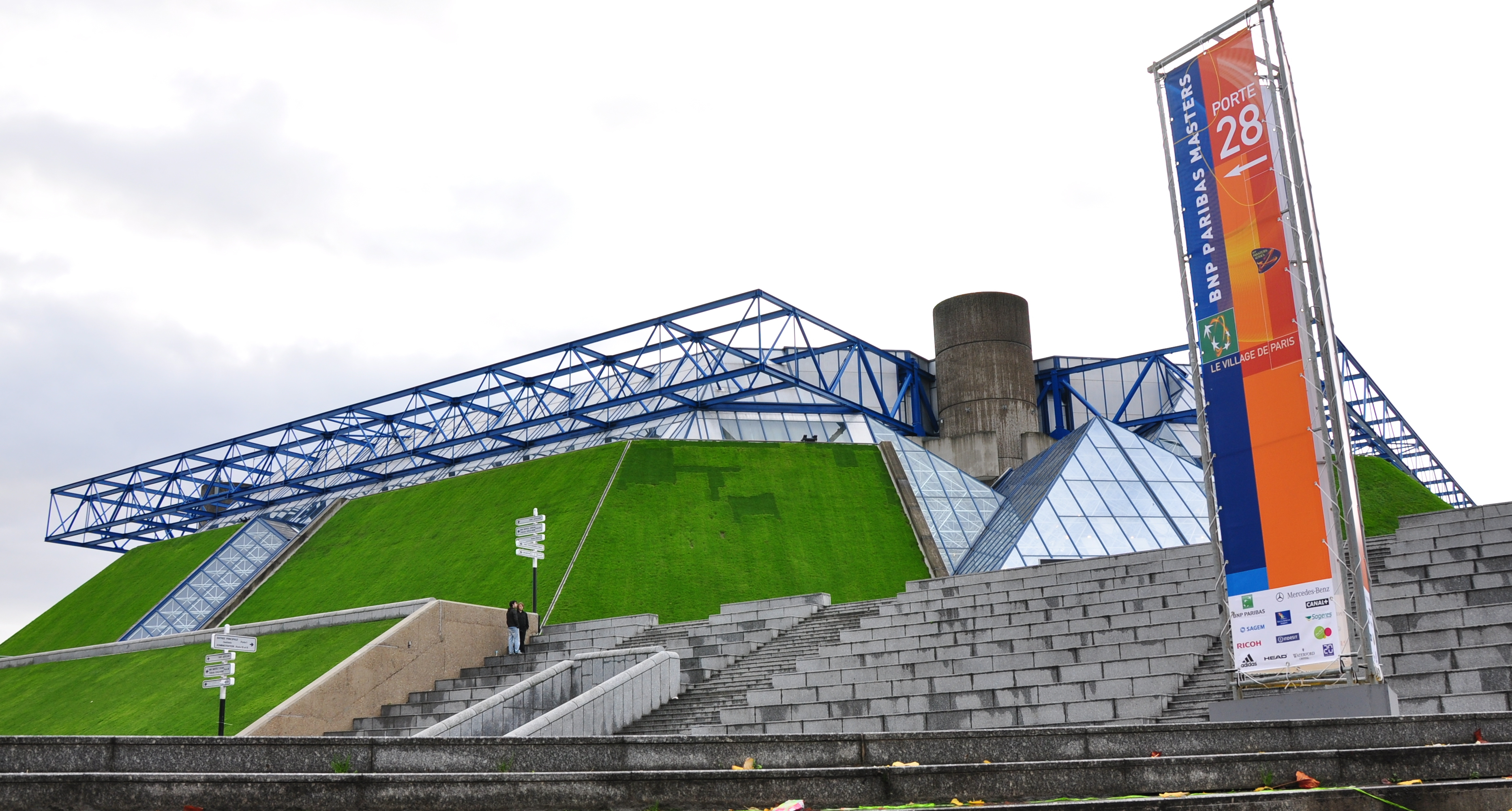
L'estadi durant el Màster de París el 2008.

L'Accor Arena és la seu principal del torneig de tennis Paris Masters del circuit de l'ATP, acull l'esdeveniment anual de bàsquet LNB All-Star Game i el torneig de judo del Grand Slam de París. També s'utilitza per a molts altres esdeveniments esportius, com ara tennis de taula, handbol, bàsquet, boxa, gimnàstica artística, ciclisme en pista i salts d'obstacles. Des de 1985, l'Accor Arena acull anualment el Festival des Arts Martiaux. L'esdeveniment va ser fundat per Karaté Bushido i mostra mestres d'arts marcials d'arreu del món.
El POPB va acollir el campionat d'Europa de gimnàstica l'any 2000, el 1991 i 1996 Final Fours de l'Eurolliga de bàsquet i el Campionat d'Europa de bàsquet masculí de 1999, entre d'altres. També va acollir la cursa estrella del Masters Karting Paris Bercy, del 1993 al 2001, i de nou el 2011. Va ser co-amfitrió del Campionat del Món de l'IIHF 2017 i del FIBA Women's EuroBasket 2021.
El 24 de gener de 2020, va acollir un partit de la temporada regular de l'NBA entre els Milwaukee Bucks i els Charlotte Hornets, que estaven representats pel francès Nicolas Batum. Els Chicago Bulls van vèncer als Detroit Pistons per 126–108 a l'Arena el 19 de gener de 2023, durant la temporada de l'NBA 2022–23. La temporada 2023-24 de l'NBA va veure els Brooklyn Nets jugar contra els Cleveland Cavaliers.
Va acollir les finals d'estiu de la sèrie de campionats europeus de la League of Legends 2017 i la final del campionat mundial de League of Legends 2019. L'estadi va acollir el primer esdeveniment UFC de França el 3 de setembre de 2022, per a la UFC Fight Night: Gane vs. Tuivasa. UFC va tornar a l'arena el 2 de setembre de 2023 per a UFC Fight Night: Gane vs. Spivak. El maig de 2023, l'arena va acollir el BLAST.tv Major per al videojoc Counter-Strike: Global Offensive, en el que seria l'últim major jugat a Global Offensive abans que Counter-Strike 2 fos llançat el setembre de 2023.
Va ser una de les seus dels Jocs Olímpics d'Estiu de 2024, que va acollir els esdeveniments de gimnàstica artística i de trampolí, seguits dels partits pel bronze i d'or de bàsquet d'ambdós gèneres.

### Música
L'Arena és una de les principals sales de concerts a París. La banda noruega A-ha hi va fer dos concerts el 1988. Entre els que més hi han actuat hi ha el cantant de rock francès Johnny Hallyday amb 93 concerts en solitari des del 1987 fins al 2016 i vuit concerts amb el grup Les vieilles canailles, amb un total de 101 actuacions; el cantautor francès Michel Sardou amb 91 concerts del 1989 al 2012; l'animadora francesa Dorothée amb 56 concerts del 1990 al 1996 i un altre el 2010; la cantant canadenca Céline Dion amb 35 concerts del 1995 al 2017; la cantant francesa d'origen canadenc Mylène Farmer amb 33 concerts des del 1989 fins al 2013; i la cantant nord-americana Madonna amb 25 concerts entre 1990 i 2023. El duet francès de música electrònica Daft Punk hi va enregistrar el concert que seria publicat en el disc Alive 2007. La banda alemanya Rammstein hi va gravar la seva actuació per a l'àlbum Rammstein: Paris. La banda nord-americana de rock My Chemical Romance va actuar a Bercy el juny de 2022 com a part de la seva gira Reunion Tour. Els artistes congolesos que han actuat a Bercy inclouen Koffi Olomidé, Papa Wemba, Werrason, JB Mpiana i Fally Ipupa.